# Henri Maldiney
Henri Maldiney (* 4. August 1912 in Meursault; † 6. Dezember 2013) war ein französischer Philosoph.

## Denken
Maldiney gilt als einer der wichtigen französischen Vertreter der Phänomenologie. Sein Denken speiste sich aus Impulsen von Edmund Husserl und Martin Heidegger, aber auch vom deutschen Idealismus und der deutschen Lyrik (insbesondere Hölderlin) sowie der Tradition der Psychopathologie (Ludwig Binswanger). Konzepte wie etwa dasjenige der „Transpassibilität“ fanden Eingang in die Psychotherapie, und er beeinflusste die Daseinsanalyse. Maldiney war darüber hinaus für seine Beiträge zu einer phänomenologischen Ästhetik bekannt, die er über viele Monographien und Texte über Künstler und Dichter entwickelte (insbesondere über seine Freunde André du Bouchet und Tal Coat).

## Werke
- 1945: La Dernière Porte in: Cahiers publiés par des prisonniers et déportés. Paris, Boivin
- 1947: L’Homme Nietzschéen in: Les Grands Appels de l’Homme Contemporaine. Paris, édition du Temps Présent
- 1949: Introduction à Tal-Coat in: Les Temps Modernes, n° 50
- 1949: Jean Bazaine - La mort des prétendants in: Derrière le Miroir, n°23
- 1950: Georges Braque in: Derrière le Miroir, n°25–26
- 1953: Le faux dilemme de la peinture: Abstraction ou Réalité in: Revue de l’Université de Bruxelles, n° 5
- 1953: Joan Miró in: Le Disque Vert, juillet–aout
- 1954: Tal-Coat in: Derrière le Miroir, n° 64
- 1956: Tal-Coat in: xx° siècle, n° 7
- 1956: Bazaine in: Prisme des Arts, n° 7
- 1958–1959: Pierre Lachièze-Rey, in Memoriam in: Kant-Studien, vol. 50
- 1959: Tal-Coat 1959 in: Derrière le Miroir, n° 114
- 1961: Comprendre in: Revue de Métaphysique et de Morale, n° 1–2
- 1963: Les dévoilement des concepts Fondamentaux de la Psychologie à travers la Daseinsanalyse de Ludwig Binswanger in: Archives suisse de Neurologie, neurochirurgie et de Psychiatrie, vol. 92
- 1964: La Fondation Maeght à Saint-Paul-de Vence in: Derrière le Miroir, n° 148
- 1965: Tal-Coat 1965 in: Derrière le Miroir, n° 153
- 1966: Die Entdeckung der ästhetischen Dimension in der Phänomenologie von Erwin Straus in: Erwin Straus: Conditio Humana, Springer, Berlin-New York
- 1968: L’Esthétique des Rythmes in: Les Rythmes, Lyon
- 1970: François Aubrun, peintures récentes, Editions de Beaune, Paris
- 1971: En collaboration avec Roland Kuhn, Préface à: Ludwig Binswanger, Introduction à l’analyse Existentielle, Paris, éd. de Minuit
- 1973: Regard Parole Espace, L’Âge d’homme, Lausanne
- 1974: Le legs des choses dans l’œuvre de Francis Ponge, L’Âge d’homme, Lausanne
- 1975: Aitres de la langue et demeures de la pensée, L’Âge d’homme, Lausanne
- 1976: Psychose et Présence, Revue de Métaphysique et Morale, n°4
- 1976: Pulsion et présence, in Psychanalyse à l’Université, tomo 2, n° 5
- 1985: Art et existence, Klincksieck, Paris
- 1987: Une phénomenologie à l’impossible:la poésie, in Études phénomenologiques, Louvain
- 1988: In media vita, Comp'Act, Seyssel
- 1988: Chair et verbe dans la philosophie de Merleau-Ponty, in Merleau-Ponty, le psychique et le corporel, Aubier, Paris
- 1989: L’existence en question dans la dépression et dans la mélancolie, in L’Évolution psychiatrique, 54
- 1990: Crise et temporalité dans l’existence et la psychose, in Empreintes et figures du temps, éd. Erés, Toulouse
- 1990: La dimension du contact au regard du vivant et de l’existant, in Le contact, ed. J. Schotte, Bruxelles
- 1991: Vers quelle phénoménologie de l’art?, in La part de l’œil, n° 7
- 1991: Penser l’homme et la folie, Millon, Grenoble
- 1993: L’Art, l’éclair de l’être, Comp' act, Seyssel
- 1993: Le Vouloir-dire de Francis Ponge, Encre marine, Fougères-La Versanne
- 1995: Aux déserts que l’histoire accable: l’art de Tal-Coat, Deyrolle, Cognac
- 1997: Avènement de l'œuvre, Théétète éditions, Saint Maximin
- 2000: Ouvrir le rien. L'art nu, Encre marine, Fougères, La Versanne
- 2001: Existence : crise et création, Encre marine, Fougères, La Versanne

## Werke auf Deutsch
- 2006: Verstehen, übers. v. Sabine Metzger, mit einem Vorwort von Bernhard Waldenfels, Wien, Turia+Kant
- 2007: „Die Ästhetik der Rhythmen“, übers. v. Claudia Blümle, in: dies. und Armin Schäfer (Hg.): Struktur, Figur, Kontur. Abstraktion in Kunst und Lebenswissenschaften, Berlin/Zürich, S. 47–76
- 2011: Kunst und Bild. Übers. v. Emmanuel Alloa, in: ders. (Hrsg.): Bildtheorien aus Frankreich. Eine Anthologie. Fink, München, S. 221–272.